# Louis Casterman
Louis Eugène Henri Josué Donat Casterman (Doornik, 12 februari 1893 - aldaar, 15 augustus 1981) was een Belgische politicus, ondernemer en uitgever.

## Levensloop
Samen met zijn broer Gérard en neef Henri beheerde hij het familiebedrijf uitgeverij Casterman, waarvan hij directeur was van 1919 tot 1972. Daarnaast was hij burgemeester van Doornik van 1940 tot 1944 en wederom van 1959 tot 1968. 
Hij is de vader van Louis-Robert Casterman.